# Simon Wells
Simon Wells (nascimento, 1961) é um diretor de cinema cuja especialidade são animações e filmes de ação. Ele é o bisneto do famoso escritor britânico, H. G. Wells.
Nasceu em Cambridge, e estudou em The Perse School e na De Montfort University onde estudou design de áudio-visual. Após se formar ele conseguiu um emprego no estúdio Richard willians, onde produziu comerciais animados e outros projetos. Wells depois supervisionou a animação Uma Cilada para Roger Rabbit.
Wells se tornou mais tarde um membro da Amblimation, um estúdio do também diretor Steven Spielberg, onde atuou como diretor em filmes como An American Tail: Fievel Goes West, Os dinossauros Voltaram e Balto. Foi indicado para dirigir a sequência de Gasparzinho, o Fantasminha Camarada, mas o projeto foi cancelado.
Depois que a Amblimation fechou, Wells ingressou na DreamWorks, onde trabalhou como artista de storyboard em muitos projectos animados, ele também dirigiu O Príncipe do Egito na qual foi nomeado para o prêmio Annie Award.
Em 2002 ele dirigiu o seu primeiro filme de ação, um filme adaptado do livro de seu bisavô A Máquina do Tempo.
Em 2011, ele co-escreveu e dirigiu a fracassada animação Marte Precisa de Mães, usando capturas de movimento durante as filmagens.

## Filmografia

### Filmes
| Ano  | Filme                              | Notas                                                   |
| ---- | ---------------------------------- | ------------------------------------------------------- |
| 1988 | Uma Cilada para Roger Rabbit       | supervisor de animação                                  |
| 1989 | De Volta para o Futuro II          | consultor                                               |
| 1990 | De Volta para o Futuro III         | assistente/agradecimentos                               |
| 1992 | An American Tail: Fievel Goes West | diretor                                                 |
| 1993 | Os dinossauros Voltaram            | diretor                                                 |
| 1995 | Balto                              | diretor                                                 |
| 1998 | FormiguinhaZ                       | Artista de Storyboard adjunto                           |
| 1998 | O Príncipe do Egito                | diretor                                                 |
| 2000 | O Caminho para El Dorado           | Artista de Storyboard adjunto                           |
| 2000 | A Fuga das Galinhas                | história adicional                                      |
| 2001 | Shrek                              | agradecimento especial                                  |
| 2002 | A Máquina do tempo                 | diretor                                                 |
| 2002 | Spirit: O corcel indomável         | Artista de Storyboard                                   |
| 2003 | Sinbad - A Lenda dos Sete Mares    | Artista de Storyboard                                   |
| 2004 | Shrek 2                            | Artista de Storyboard adjunto                           |
| 2004 | O Espanta Tubarões                 | Artista de Storyboard adjunto                           |
| 2004 | O Expresso Polar                   | consultor de conceito visual digital                    |
| 2005 | Madagascar                         | Artista de Storyboard                                   |
| 2006 | Os Sem-Floresta                    | Artista de Storyboard                                   |
| 2006 | Por Água Abaixo                    | Artista de Storyboard                                   |
| 2007 | Shrek Terceiro                     | Artista de Storyboard                                   |
| 2008 | Kung Fu Panda                      | supervisor das sequências de ação/Artista de Storyboard |
| 2011 | Marte Precisa de Mães              | diretor/escritor                                        |
| 2011 | Kung Fu Panda 2                    | Artista do Storyboard adjunto/Artista de Storyboard     |

## Ligação externa
- Simon Wells. no IMDb.